# Fábio Alves Félix
Fábio Alves Félix, detto Fabinho (São Bernardo do Campo, 10 gennaio 1980), è un ex calciatore brasiliano, di ruolo centrocampista.

## Caratteristiche tecniche
Gioca come centrocampista difensivo.

## Carriera

### Club
Iniziò la carriera come professionista nel 2000 nel São Caetano e nel 2001 si trasferì al Corinthians. A fine 2004 passò al Cerezo Osaka nella J League giapponese. Nel 2006 gioca nel Santos, per poi trasferirsi al Tolosa.
In una trattativa che includeva il terzino del Corinthians Eduardo Ratinho, tornò, con la formula del prestito, alla squadra di San Paolo.

## Palmarès

### Club

#### Competizioni nazionali
- Torneo Rio-San Paolo: 1

Corinthians: 2002
- Coppa del Brasile: 1

Corinthians: 2002
- Campionato paulista: 2

Corinthians: 2003
Santos: 2006
- Campionato brasiliano di seconda divisione: 1

Corinthians: 2008